# Steve Cherundolo
Steven Emil "Steve" Cherundolo (n. 19 februarie 1979, Rockford, Illinois, SUA) este un fost fotbalist american. A fost căpitanul echipei Hanovra 96 din Bundesliga germană, unde și-a jucat întreaga carieră de club. A jucat pentru Echipa națională de fotbal a Statelor Unite ale Americii la Campionatele Mondiale din 2006 și 2010.

## Meciuri la națională
| Națională | AN    | Meciuri | Goluri |
| --------- | ----- | ------- | ------ |
| SUA       | 1999  | 1       | 0      |
| SUA       | 2000  | 0       | 0      |
| SUA       | 2001  | 8       | 0      |
| SUA       | 2002  | 1       | 0      |
| SUA       | 2003  | 5       | 0      |
| SUA       | 2004  | 6       | 0      |
| SUA       | 2005  | 10      | 0      |
| SUA       | 2006  | 7       | 1      |
| SUA       | 2007  | 5       | 1      |
| SUA       | 2008  | 8       | 0      |
| SUA       | 2009  | 6       | 0      |
| SUA       | 2010  | 8       | 0      |
| SUA       | 2011  | 13      | 0      |
| SUA       | 2012  | 9       | 0      |
| Total     | Total | 87      | 2      |